# Skyler Gisondo
Skyler Gisondo (Condado de Palm Beach, 22 de julho de 1996) é um ator norte-americano, mais conhecido por interpretar Eric Bemis na série original da Netflix Santa Clarita Diet.

## Biografia
Gisondo nasceu na Flórida, mas mudou-se para South Bay, em Los Angeles. Ele é judeu, e residente de Manhattan Beach, Califórnia.
Enquanto filmava Uma Noite no Museu 3: O Segredo da Tumba e passando seu último ano na escola secundária de Vancouver, Gisondo pediu a Ben Stiller e Robin Williams para ajudá-lo a filmar uma "promoção" formalmente pedindo sua namorada para o baile de finalistas. Eles filmaram uma rotina de comédia de três minutos com Crystal the Monkey.

## Carreira
Gisondo começou a atuar na televisão aos 6 anos de idade. No sul da Califórnia, sua mãe enviou fotos dele para agências de talentos. Isso levou a uma audição imediata e bem-sucedida para um comercial nacional da Pizza Hut. Depois de dois anos de comerciais e alguns episódios de televisão, a família decidiu levar mais a sério sua carreira. Depois que sua família se mudou para a Califórnia em 2007, ele retomou sua carreira de ator. 

## Filmografia

### Cinema
| Ano  | Título                                  | Papel                              | Notas    |
| ---- | --------------------------------------- | ---------------------------------- | -------- |
| 2006 | Jam                                     | Robert                             |          |
| 2006 | Air Buddies                             | B-Dawg (voz)                       |          |
| 2007 | Halloween                               | Tommy Doyle                        |          |
| 2007 | Walk Hard: The Dewey Cox Story          | Dewdrop                            |          |
| 2008 | Snow Buddies                            | B-Dawg (voz)                       |          |
| 2008 | Four Christmases                        | Connor McVie                       |          |
| 2009 | Space Buddies                           | B-Dawg (voz)                       |          |
| 2009 | Santa Buddies                           | B-Dawg (voz)                       |          |
| 2011 | Spooky Buddies                          | B-Dawg (voz) e Billy (live action) |          |
| 2012 | Treasure Buddies                        | B-Dawg (voz)                       |          |
| 2012 | The Three Stooges                       | Moe Howard                         |          |
| 2012 | The Amazing Spider-Man                  | Howard Stacy                       |          |
| 2014 | The Amazing Spider-Man 2                | Howard Stacy                       |          |
| 2014 | Night at the Museum: Secret of the Tomb | Nick Daley                         |          |
| 2015 | Vacation                                | James Griswold                     |          |
| 2016 | Hard Sell                               | Hardy Buchanan                     |          |
| 2017 | Class Rank                              | Bernard Flannigan                  |          |
| 2017 | The Godmother                           | Chaz                               |          |
| 2018 | The Cat and the Moon                    | Seamus                             | Filmando |
| 2025 | Superman                                | Jimmy Olsen                        |          |

### Televisão
| Ano        | Título                                   | Papel                            | Notas                                                                              |
| ---------- | ---------------------------------------- | -------------------------------- | ---------------------------------------------------------------------------------- |
| 2003       | Miss Match                               | Jeffrey                          | Episódio: "Forgive and Forget"                                                     |
| 2005       | Huff                                     | Jackson Coleman                  | Episódio: "Christmas Is Ruined"                                                    |
| 2005       | Everybody Loves Raymond                  | Chris                            | Episódio: "The Faux Pas"                                                           |
| 2005       | What I Like About You                    | Ryan                             | Episódio: "The Kid, the Cake, and the Chemistry"                                   |
| 2005       | Monk'                                    | Kyle                             | Episódio:/"Mr. Monk Stays in Bed"                                                  |
| 2005       | Cold Case                                | Ned Burton (1972)                | Episódio: "Honor"                                                                  |
| 2005       | Strong Medicine                          | Tommy Nauls                      | Episódio: "We Wish You a Merry Cryst-Meth"                                         |
| 2006       | Criminal Minds                           | Garoto #1                        | Episódio: "What Fresh Hell?"                                                       |
| 2006       | House M.D.                               | Clancy Green                     | Episódio: "Cane and Able"                                                          |
| 2006       | ER                                       | Timmy Jankowski                  | Episódio: "Twenty-One Guns" & "Bloodline"                                          |
| 2006       | Drake & Josh                             | Tyler                            | Episódio: "I Love Sushi"                                                           |
| 2007       | CSI: Crime Scene Investigation           | Danny Curtis                     | Episódio: "Leaving Las Vegas"                                                      |
| 2008       | Terminator: The Sarah Connor Chronicles  | Jovem Kyle Reese                 | Episódio: "What He Beheld"                                                         |
| 2008       | My Name Is Earl                          | Gerald                           | Episode: "I Won't Die with a Little Help from My Friends: Part 2"                  |
| 2008; 2009 | American Dad!                            | TV Announcer / Matty Moyer (voz) | Episodes: "Stanny Slickers II: The Legend of Ollie's Gold" and "Rapture's Delight" |
| 2009       | CSI: NY                                  | Jake Kaplan                      | "The Party's Over"                                                                 |
| 2009       | The Bill Engvall Show                    | Bryan Pearson                    | 31 episódios                                                                       |
| 2009; 2010 | Eastwick                                 | Gene Friesen                     | Episódios: "Magic Snow and Creepy Gene", e "Pampered and Tampered"                 |
| 2010–2012  | Psych                                    | Jovem Shawn                      | Elenco Regular; 10 episodes                                                        |
| 2013       | Once Upon a Time                         | Devin                            | Episódio: "Good Form"                                                              |
| 2017-2019  | Santa Clarita Diet                       | Eric Bemis                       | Elenco Regular                                                                     |
| 2017       | Wet Hot American Summer: Ten Years Later | Jeremy "Deegs" Deegenstein       | 3 episódios                                                                        |

### Videogame
| Ano  | Título     | Papel | Notas       |
| ---- | ---------- | ----- | ----------- |
| 2022 | The Quarry | Max   | Voz e Mocap |